# Sarai (dokumentarfilm)
|  | Denne artikel er oprettet af botten PalnaBot ud fra en ekstern database. Den kan derfor have sproglige fejl eller mangler. Denne skabelon kan fjernes efter kontrol af indholdet. |

 For alternative betydninger, se Sarai. (Se også artikler, som begynder med Sarai)
Sarai er en dansk dokumentarfilm instrueret af Peter Mølsted om den danske musical Sarai fra 1985.